# Harsh Kumar Bhasin
Harsh Kumar Bhasin es un diplomático indio jubilado.
- Harsh Kumar Bhasin fue hijo de Om Prakash y Raj Dulari Bhasin.
- De septiembre de 1969 a julio de 1971 entró al servicio de la exterior y fue tercera secretario de embajada en Hong Kong.
- De julio de 1971 a julio de 1973 fue tercera secretario de embajada en Pekín.
- De julio de 1973 a junio de 1974fue subsecretario en el Ministerio de Asuntos Exteriores (India).
- De agosto de 1974 a enero de 1978 fue primer secretario de embajada en Kuala Lumpur.
- De julio de 1978 a enero de 1982 fue primer secretario de embajada en Washington D C.
- De enero de 1982 a marzo de 1985 fue consejero de embajada en Hong Kong.
- En 1985 fue director adjunto del Indian Council for Cultural Relations.
- En 1986 fue director del National Defence College (India).
- En 1987 fue secretario de enlace en la Asociación Sudasiática para la Cooperación Regional.
- De enero de 1982 a marzo de 1985 fue comisionado en Hong Kong.
- Del 14 de abril de 1987 a 1990 fue Alto Comisionado en Gaborone (Botsuana).
- De 1990 a 1991 fue Fellow del Weatherhead Center for International Affairs.
- De 1993 al 25 de octubre de 1995 tenía Exequatur como Cónsul General en Johannesburgo:
- De 25 de octubre de 1995 a 23 de noviembre de 1998 tenía Exequatur como Cónsul General en Nueva York.
- De 23 de noviembre de 1998 a 2002 fue Alto Comisionado en Pretoria con comisión en Maseru (Lesoto).
- En 2002 fue Alto Comisionado en Islamabad.[1]
- En 2004 fue embajador en Copenhague[2][3]